# Vizcondado de Forgas
El vizcondado de Forgas es un título nobiliario español creado por el rey Alfonso XIII a favor de Juan María de Forgas y Frígola, senador del Reino y diputado a Cortes, el 22 de enero de 1919 por real decreto y el 
30 de mayo del mismo año por real despacho.
Este título no ha sido solicitado o rehabilitado por ninguno de los posibles herederos del primer titular por lo que, según la legislación española sobre títulos nobiliarios, se encuentra actualmente caducado.

## Vizcondes de Forgas
|                           | Titular                         | Periodo                   |
| Creación por Alfonso XIII | Creación por Alfonso XIII       | Creación por Alfonso XIII |
| ------------------------- | ------------------------------- | ------------------------- |
| I                         | Juan María de Forgas y Frígola  | 1919-1932                 |
| II                        | Oscar María de Forgas y Pascual | 1950-1974                 |
| Título caducado           |                                 |                           |

## Historia de los vizcondes de Forgas
- Juan María de Forgas y Frígola (1862-1932), I vizconde de Forgas, Gran Cruz de Isabel la Católica, gentilhombre del rey con ejercicio.[1]

Casó el 26 de mayo de 1894, en Barcelona, con Pilar Pascual y Puig. En 1950, tras convalidación del 14 de septiembre de 1949 (BOE del 6 de octubre) de la sucesión concedida por la Diputación de la Grandeza, le sucedió su hijo:
- Oscar María de Forgas y Pascual (1898-1974),[3] II vizconde de Forgas, caballero de la Real Cofradía de Nuestra Señora del Portillo de Zaragoza, capitán de Complemento de Artillería, miembro de la Asociación de Hidalgos a Fuero de España desde 1963.[1]

Casó con Elena Cano y Martínez de Bretón.